# Crom Dubh
Crom Dubh o Crum-dubh (gaelico: "curvo e nero") era un dio celtico della fertilità. 
Di solito era raffigurato con uno staio di grano o di altro alimento sulla schiena e per questo "piegato" dal peso trasportato. Forse era collegato con qualche culto megalitico. 

## Etimologia
Il nome Crom Dubh potrebbe essere collegato alla parola cromlech ("pietra curva"), un termine di origine bretone. La parola crom in celtico significa "piegato, curvo", ma in origine può aver avuto anche altri significati. 

## Crom Dubh e Crom Cruach
Ne Il viaggio di Bran (cap. II) il dinnseanchas di Magh Slécht cita "Crom Croich/Crom Cruach" o "re idolo" d'Irlanda. Crom Croich viene poi identificato con Crom Dubh, ma questo ha avuto un culto maggiore.

## Cristianesimo
Oggi la Di-Dòmhnaich crum-dubh ("Domenica di Crom Dubh") è in Irlanda la prima domenica di agosto, ma nel Lochaber coincide con la Pasqua. Appare nel detto scozzese: 
Di-Dòmhnaich crum-dubh, plaoisgidh mi an t-ùbh.
("Domenica curva e nera, aprirò l'uovo").
L'origine di questo detto è sconosciuta. Con la diffusione del Cristianesimo fu considerato un demone come altre divinità pagane per sopprimerne il culto. La parola dubh ("nero") ha una connotazione sinistra e generalmente viene associata alla parola "diavolo" e al valore negativo del colore nero in Europa.